# Christian Magerl

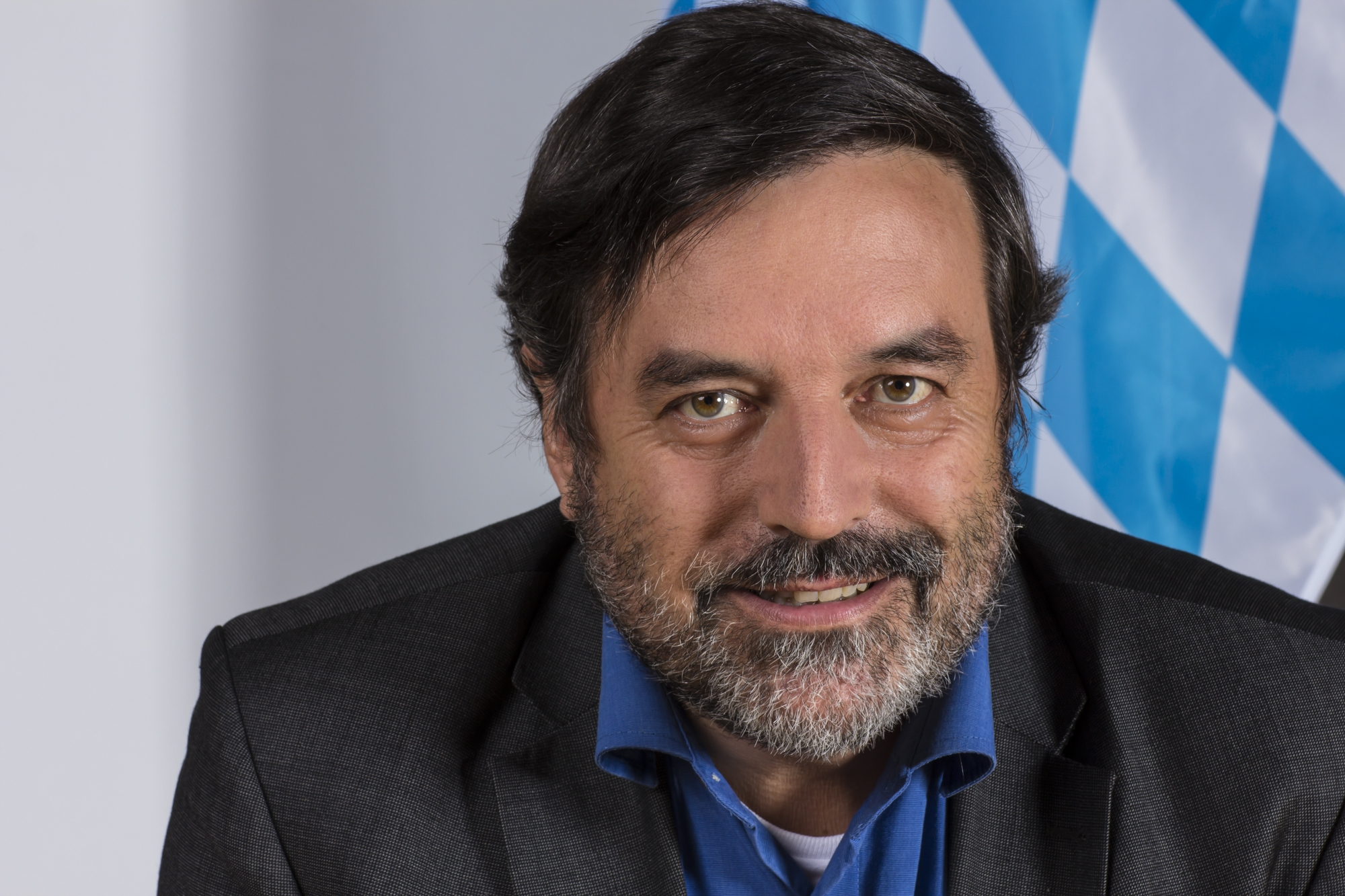
Christian Magerl (2012)

Christian Magerl (* 23. September 1955 in Freising) ist Biologe und Politiker in Bayern (Bündnis 90/Die Grünen). Von 1986 bis 1998 und von 2003 bis 2018 war er Mitglied des Bayerischen Landtages.

## Leben und Beruf
Nach dem Abitur am Josef-Hofmiller-Gymnasium Freising im Jahre 1975 studierte Magerl an der Ludwig-Maximilians-Universität München Chemie und Biologie. 1981 legte er das Staatsexamen ab und promovierte in Zoologie; seine 1984 veröffentlichte Dissertation trägt den Titel Habitatstrukturanalyse bei Singvögeln zur Brutzeit im nordöstlichen Erdinger Moos. Von 1980 bis 1984 unterrichtete er an einer Privatschule, anschließend arbeitete er als Biologe für den Bund Naturschutz. Magerl hat einen ehrenamtlichen Lehrauftrag an der Fakultät Gartenbau und Lebensmitteltechnologie der Hochschule für angewandte Wissenschaften Weihenstephan-Triesdorf. Als Würdigung seines langjährigen Lehrengagements wurde Magerl am 16. Oktober 2019 zum Honorarprofessor der Hochschule ernannt.

## Abgeordneter
Magerl gehörte bereits der ersten GRÜNEN-Fraktion 1986 bis 1998 (drei Wahlperioden) an. Am 21. September 2003 wurde er erneut über die oberbayerische Bezirksliste in den Bayerischen Landtag gewählt. Er war bis 2008 Mitglied des Ausschusses für Wirtschaft, Infrastruktur, Verkehr und Technologie des Landtags. Seit 2008 war er Vorsitzender des Ausschusses für Umwelt und Gesundheit.
Seit 2013 war er auch Mitglied im Petitionsausschuss.
Die Fraktion wählte ihn zu ihrem umwelt- und forstpolitischen Sprecher.
Bei den Landtagswahlen in Bayern  2008 und  2013 unterlag er im Stimmkreis Freising dem CSU-Direktkandidaten Florian Herrmann. Nach der Landtagswahl 2018 schied er aus dem Landtag aus.

## Kommunalpolitik
Bei der Kommunalwahl zum Landrat des Landkreises Freising am 2. März 2008 bekam er 26,68 Prozent der Stimmen; bei der Stichwahl am 16. März 2008 unterlag er Michael Schwaiger (Freie Wähler) mit 41,5 Prozent.

## Ehrenamt
Von 1985 bis 1986 und von 1998 bis 2003 war er Artenschutzbeauftragter beim Bund Naturschutz. Außerdem ist Christian Magerl Kreisvorsitzender des Bund Naturschutzes in Freising und bietet regelmäßig vogelkundliche Führungen an.

## Kämpfer gegen den Flughafen im Erdinger Moos
Er macht als Ausbaugegner des Flughafens München regelmäßig auf sich aufmerksam, insbesondere mit zahlreichen Aktionen, die den Bau einer umstrittenen dritten Startbahn verhindern sollen. Er hatte bereits die ersten Planungen zum heutigen Flughafen München erfolglos bekämpft.

## Ehrungen
Im Jahr 2009 wurde Magerl mit dem Bayerischen Verdienstorden und 2013 der Bayerischen Staatsmedaille für besondere Verdienste um die Umwelt ausgezeichnet.